# Japan Football League 1993
La stagione 1993 è stata la seconda edizione della Japan Football League, secondo livello del campionato giapponese di calcio.

## Squadre partecipanti

### Profili
Division 1
| Club partecipanti          | Club partecipanti | Città     | Stagione 1992                      |
| -------------------------- | ----------------- | --------- | ---------------------------------- |
| Chūō Bōhan                 | dettagli          | Fujieda   | 1° in JFL Division 2 (promosso)    |
| Fujitsu                    | dettagli          | Kawasaki  | 6° in JFL Division 1               |
| Hitachi Kashiwa Reysol     | dettagli          | Kashiwa   | 2° in JFL Division 1               |
| Kyoto Shiko                | dettagli          | Kyoto     | 2° in JFL Division 2 (promosso)    |
| Otsuka Pharma              | dettagli          | Tokushima | 8° in JFL Division 1               |
| Shonan Bellmare            | dettagli          | Tokyo     | 3° in JFL Division 1 (come Fujita) |
| Tokyo Gas                  | dettagli          | Tokyo     | 7° in JFL Division 1               |
| Toshiba                    | dettagli          | Horikawa  | 5° in JFL Division 1               |
| Yamaha Motors Júbilo Iwata | dettagli          | Iwata     | 1° in JFL Division 1               |
| Yanmar Diesel              | dettagli          | Osaka     | 4° in JFL Division 1               |

Division 2
| Club partecipanti   | Club partecipanti | Città     | Stagione 1992                       |
| ------------------- | ----------------- | --------- | ----------------------------------- |
| Cosmo Oil           | dettagli          | Yokkaichi | 4° in JFL Division 2                |
| Honda Motor         | dettagli          | Hamamatsu | 9° in JFL Division 1 (retrocesso)   |
| Kawasaki Steel      | dettagli          | Kōbe      | 3° in JFL Division 2                |
| Kofu Club           | dettagli          | Kōfu      | 5° in JFL Division 1                |
| NKK                 | dettagli          | Kawasaki  | 10° in JFL Division 1 (retrocesso)  |
| NTT Kanto           | dettagli          | Saitama   | 6° in JFL Division 2                |
| PJM Futures         | dettagli          | Hamamatsu | 1° nei playoff regionali (promosso) |
| Seino               | dettagli          | Ehime     | 7° in JFL Division 2                |
| Toho Titanium       | dettagli          | Kanagawa  | 8° in JFL Division 2                |
| Toyota Higashi-Fuji | dettagli          | Higashi   | 2° nei playoff regionali (promosso) |

### Allenatori
Division 1
| Club                       | Allenatore          |
| -------------------------- | ------------------- |
| Chūō Bōhan                 | Yoshio Kikugawa     |
| Fujitsu                    | Shigeo Yaegashi     |
| Hitachi Kashiwa Reysol     | Yoshitada Yamaguchi |
| Kyoto Shiko                | Takeshi Takama      |
| Otsuka Pharma              | Hajime Ishii        |
| Shonan Bellmare            | Mitsuru Komaeda     |
| Tokyo Gas                  | Toshiaki Imai       |
| Toshiba                    | Takeo Takahashi     |
| Yamaha Motors Júbilo Iwata | Kazuaki Nagasawa    |
| Yanmar Diesel              | Daishirō Yoshimura  |

Division 2
| Club                | Allenatore       |
| ------------------- | ---------------- |
| Cosmo Oil           | Makoto Sugimoto  |
| Honda Motor         | Teruki Osawa     |
| Kawasaki Steel      | Seiichi Kun      |
| Kofu Club           | Satoshi Fukasawa |
| NKK                 | Toshio Matsuura  |
| NTT Kanto           | Takashi Shimizu  |
| PJM Futures         | Takashi Kuwahara |
| Seino               | sconosciuto      |
| Toho Titanium       | Yoshiharu Mito   |
| Toyota Higashi-Fuji | sconosciuto      |

## Classifiche

### JFL Division 1
|  | Pos. | Squadra                    | G  | V  | P  | GF | GS | DR  |
|  | ---- | -------------------------- | -- | -- | -- | -- | -- | --- |
|  | 1.   | Shonan Bellmare            | 18 | 16 | 2  | 49 | 12 | +37 |
|  | 2.   | Yamaha Motors Júbilo Iwata | 18 | 14 | 4  | 31 | 15 | +16 |
|  | 3.   | Toshiba                    | 18 | 11 | 7  | 42 | 30 | +12 |
|  | 4.   | Otsuka Pharma              | 18 | 10 | 8  | 33 | 39 | -6  |
|  | 5.   | Hitachi Kashiwa Reysol     | 18 | 9  | 9  | 41 | 24 | +17 |
|  | 6.   | Fujitsu                    | 18 | 8  | 10 | 27 | 37 | -10 |
|  | 7.   | Yanmar Diesel              | 18 | 7  | 11 | 34 | 43 | -11 |
|  | 8.   | Tokyo Gas                  | 18 | 7  | 11 | 20 | 31 | -11 |
|  | 9.   | Chūō Bōhan                 | 18 | 6  | 12 | 25 | 39 | -14 |
|  | 10.  | Kyoto Shiko                | 18 | 2  | 16 | 20 | 52 | -32 |

Legenda:

      Ammesse in J. League 1994

Note:
Le squadre sono classificate in base al numero di vittorie ottenute nell'arco del campionato.
Fujita e Yamaha Motors sono ammesse alla J. League in quanto membri associati del torneo.
Nel corso della stagione e in concomitanza con l'iscrizione alla J. League, Yamaha Motors e Hitachi cambiano denominazione, rispettivamente, in Júbilo Iwata e Kashiwa Reysol.

### JFL Division 2
|  | Pos. | Squadra             | G  | V  | P  | GF | GS | DR  |
|  | ---- | ------------------- | -- | -- | -- | -- | -- | --- |
|  | 1.   | Honda Motor         | 18 | 15 | 3  | 62 | 21 | +41 |
|  | 2.   | PJM Futures         | 18 | 15 | 3  | 46 | 9  | +35 |
|  | 3.   | NKK                 | 18 | 14 | 4  | 37 | 7  | +30 |
|  | 4.   | Cosmo Oil           | 18 | 11 | 7  | 30 | 26 | +4  |
|  | 5.   | Kawasaki Steel      | 18 | 10 | 8  | 30 | 23 | +7  |
|  | 6.   | Toyota Higashi-Fuji | 18 | 6  | 12 | 25 | 33 | -8  |
|  | 7.   | NTT Kanto           | 18 | 6  | 12 | 20 | 30 | -10 |
|  | 8.   | Seino               | 18 | 6  | 12 | 20 | 42 | -22 |
|  | 9.   | Kofu Club           | 18 | 6  | 12 | 15 | 37 | -22 |
|  | 10.  | Toho Titanium       | 18 | 1  | 17 | 10 | 57 | -47 |

Legenda:

      Retrocesse nei campionati regionali 1994

      Scioglimento
Note:
Le squadre sono classificate in base al numero di vittorie ottenute nell'arco del campionato.
NKK e Toyota Higashi-Fuji abbandonano il campionato per cessata attività.

## Risultati

### Playoff interdivisionali
|              |     |              | Città e data |
| ------------ | --- | ------------ | ------------ |
| Kofu Club    | 2-1 | Nippon Denso | 1993         |
| Seino        | 1-0 | NEC Yamagata | 1993         |
| Nippon Denso | 0-2 | NEC Yamagata | 1993         |

## Statistiche

### Primati stagionali
| Record della Division 1 - Maggior numero di vittorie: Shonan Bellmare (16) - Minor numero di sconfitte: Shonan Bellmare (2) - Miglior attacco: Shonan Bellmare (49) - Miglior difesa: Shonan Bellmare (12) - Miglior differenza reti: Shonan Bellmare (+37) - Maggior numero di sconfitte: Kyoto Shiko (16) - Minor numero di vittorie: Kyoto Shiko (2) - Peggior attacco: Tokyo Gas e Kyoto Shiko (20) - Peggior difesa: Kyoto Shiko (57) - Peggior differenza reti: Kyoto Shiko (-32) | Record della Division 2 - Maggior numero di vittorie: Honda Motor e PJM Futures (15) - Minor numero di sconfitte: Honda Motor e PJM Futures (3) - Miglior attacco: Honda Motor (62) - Miglior difesa: NKK (7) - Miglior differenza reti: Honda Motor (+41) - Maggior numero di sconfitte: Toho Titanium (17) - Minor numero di vittorie: Toho Titanium (1) - Peggior attacco: Toho Titanium (10) - Peggior difesa: Toho Titanium (57) - Peggior differenza reti: Toho Titanium (-47) |

### Classifica marcatori
| Gol |  |  | Giocatore         | Squadra                |
| --- |  |  | ----------------- | ---------------------- |
| 20  |  |  | Jorge Dely Valdés | Toshiba                |
| 18  |  |  | Masashi Nakayama  | Yamaha Motors          |
| 18  |  |  | Wagner Lopes      | Hitachi Kashiwa Reysol |
| 12  |  |  | Mirandinha        | Shonan Bellmare        |
| 11  |  |  | Betinho           | Shonan Bellmare        |
| 11  |  |  | Tomoaki Yanagi    | Fujitsu                |

| Gol |  |  | Giocatore          | Squadra        |
| --- |  |  | ------------------ | -------------- |
| 16  |  |  | Toshinori Yato     | Honda Motor    |
| 10  |  |  | Masaki Tsukano     | Honda Motor    |
| 10  |  |  | Tetsuji Nakamikawa | Honda Motor    |
| 10  |  |  | Adalberto          | Kawasaki Steel |
| 10  |  |  | Hitoshi Morishita  | PJM Futures    |